# Йосиф Илиев
Йосиф Илиев Илиев е български икономист, заслужил професор на УНСС и народен представител в VII велико народно събрание от Българската социалистическа партия (БСП).

## Биография
Роден е на 28 декември 1947 г. в Сопот.

### Образование
Завършва Висшия икономически институт „Карл Маркс“ (ВИИ) (днес УНСС) в София със специалност „Икономика на промишлеността“ (1973). Придобива научните степени „доктор“ (1982) и „доктор на икономическите науки“ (1999). Специализира „Изследване на операциите“ в Института за следдипломна квалификация към ВИИ (1975 – 1976), „Теория и практика на организацията на предприятието“ в Университета в Кьолн (1977 – 1978), „Управление и мотивация на персонала“ в Щутгартския университет (1993) и „Преструктуриране на икономиките в преход“ в Университета в Мюнхен (1994).

### Политическа кариера
Депутат във VII великото народно събрание от БСП (84-ти Карловски избирателен район). В предизборната си програма за депутат във Великото народно събрание поема ангажимент, че ще вземе участие при разработването на законите за собствеността, за стопанската дейност, конкуренцията, социалното (в т.ч. пенсионното) осигуряване и др. Бил е съветник на министър-председателя на Република България по икономическите въпроси. На 4 февруари 1997 г. неговото име фигурира като министър на приватизацията и икономическото развитие в проектокабинета на Николай Добрев, чийто мандат не успява да реализира.

### Професионална кариера
От 1973 г. е асистент, през 1986 г. е избран за доцент във ВИИ, а през 2000 г. става професор в преименувания на УНСС институт. Ръководител на катедра „Индустриален бизнес“ в периода 1999 – 2016 г.
Избиран е за зам.-ректор (1987 – 1989 г.) на ВИИ и първи зам.-ректор на УНСС (2001 – 2003 г.), бил е член на Академичния съвет на УНСС. Първи е удостоен с почетното звание „заслужим професор на УНСС“. Автор на редица публикации в областта на организацията и управлението на промишлените предприятия. В периода 2005 – 2010 г. е председател на Специализирания научен съвет по отраслова и фирмена икономика при Висшата атестационна комисия. Избиран е за зам.-председател на Асоциация на преподавателите по икономика и управление в индустрията и зам.- председател на Националната агенция по акредитация при Министерски съвет на Република България. Бил е изпълнителен директор на Центъра за масова приватизация, председател на Надзорния съвет на Агенцията за приватизация] (1997 – 2001). Зам.-председател и член на управителни съвети на големи индустриални фирми.
Йосиф Илиев умира на 7 ноември 2024 г. в София.